# Dr. Antenor
Antenor Gomes de Lima, mais conhecido como Dr. Antenor (Guarapuava, 12 de janeiro de 1960), é um médico, músico, ativista cultural e político brasileiro, filiado ao Partido dos Trabalhadores (PT).

## Biografia
Antenor é graduado em Medicina pela Faculdade Evangélica Mackenzie do Paraná. Durante 25 anos, atuou como funcionário público municipal e foi dirigente do Sindicato dos Servidores Públicos de Guarapuava.

Na política, Dr. Antenor foi vereador em Guarapuava e, em 2022, foi eleito deputado estadual na Assembleia Legislativa do Paraná, com 36.387 votos. Ele é filiado ao Partido dos Trabalhadores (PT) há 30 anos. Nas eleições municipais de 1996, 2000 e 2008, foi eleito para a Câmara Municipal de Guarapuava. Também disputou a Prefeitura de Guarapuava em três ocasiões (2012, 2016 e 2020), mas não obteve sucesso.

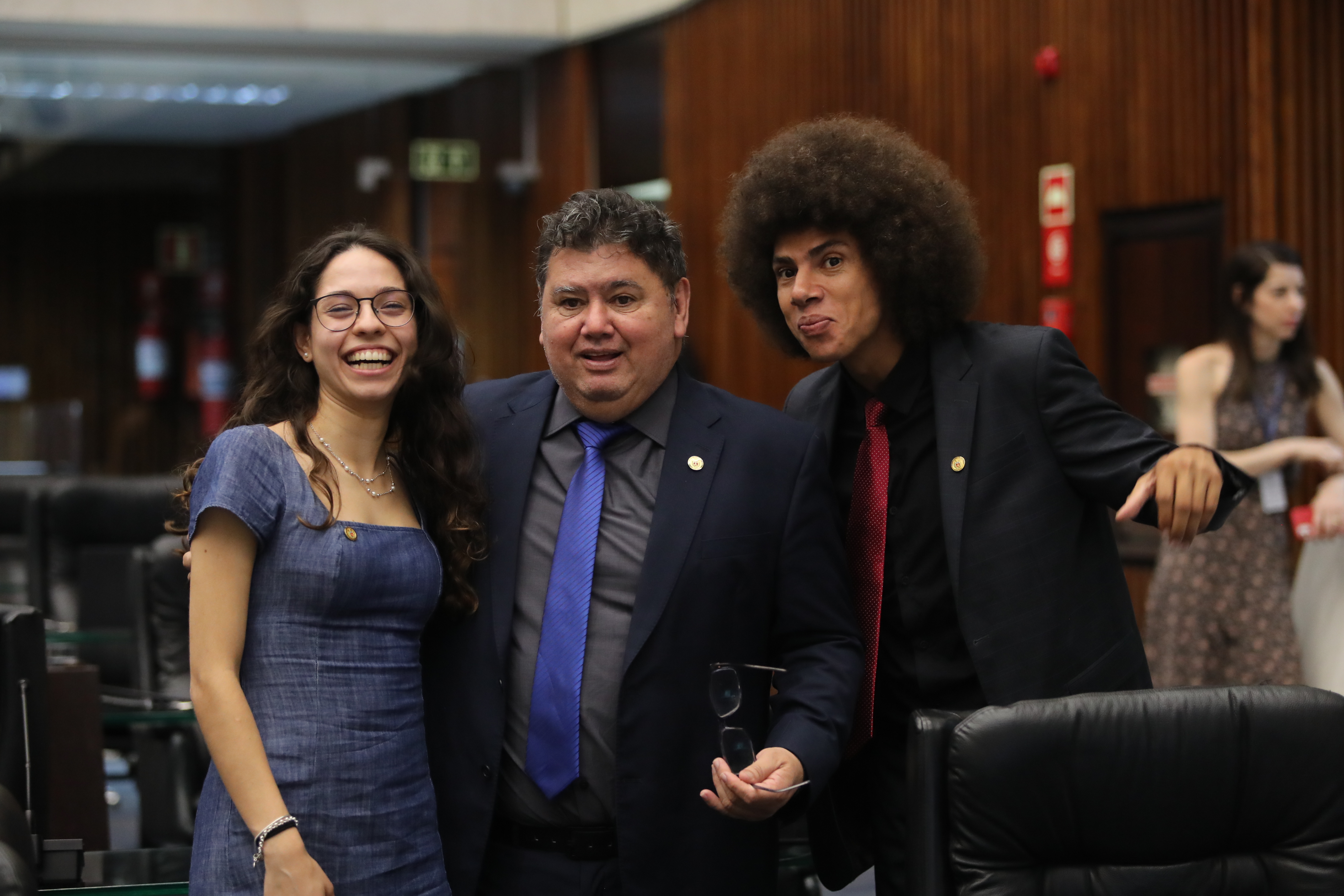
Dr. Antenor ao lado dos também deputados Ana Júlia e Renato Freitas no plenário da ALEP.

Em 2022, Dr. Antenor tornou-se o primeiro candidato de esquerda a representar a região central do Paraná na Assembleia Legislativa. Em 2024, votou contra o projeto do governador Ratinho Júnior, que propôs a privatização da gestão das escolas públicas no estado, sendo um dos 13 parlamentares a se opor à medida.
Nas eleições municipais de 2024, foi candidato à Prefeitura de Guarapuava, apoiado pela Federação Brasil da Esperança, PDT, PSB e Federação PSOL REDE. Obteve 37,31% dos votos, ficando em segundo lugar, a apenas 61 votos do vencedor.